# Fitzalan Chapel
De Fitzalan Chapel is een rooms-katholieke kapel die zich bevindt in het oostelijk uiteinde van het kerkgebouw dat op het westelijk deel van het terrein van Arundel Castle in Arundel staat. Dit kerkgebouw is een van de zeer weinige die zijn opgedeeld in twee delen voor verschillende erediensten: een rooms-katholiek deel en een anglicaans deel. Het westelijk deel van het gebouw vormt de anglicaanse Sint-Nicolaaskerk. 
De oorspronkelijke Fitzalan Chapel bestond uit het gehele gebouw, en werd in 1380 gebouwd in opdracht van Richard FitzAlan, 11e graaf van Arundel, wiens familie eigenaar was van Arundel Castle. De kerk is een voorbeeld van Engelse "perpendicular" gotiek. De architect en bouwmeester van de kapel was naar men vermoedt William Wynford. Een aantal bekende leden van de families FitzAlan en Howard ligt in de kapel begraven, velen in graftombes versierd met gebeeldhouwde afbeeldingen. De meeste van de recent overleden hertogen van Norfolk zijn hier begraven.
De kapel werd zwaar beschadigd in 1643 tijdens het beleg van Arundel Castle door de Parlementaristen in de Engelse Burgeroorlog. Het gebouw bleef in slechte staat gedurende de achttiende eeuw. In die periode werd de anglicaanse parochie gevestigd in het westelijke deel van het gebouw. Bernard Howard, 12e graaf van Norfolk wordt genoemd als de initiatiefnemer van belangrijke herstelwerkzaamheden aan de kapel vanaf 1837, en zijn opvolgers breidden het gebouw uit en herstelden de kapel verder.
De kapel wordt tegenwoordig beheerd door een onafhankelijke stichting van algemeen nut met het nummer 279379 en neemt donaties aan om de kapel te onderhouden en in goede staat te behouden. Het gebouw is open voor publiek en bereikbaar via het terrein van Arundel Castle.